# Lei Geral das Atividades Espaciais
A Lei Geral de Atividades Espaciais (LGAE) ou Lei nº 14.946/2024 é a lei brasileira aprovada em 2024 que dispõe sobre as atividades espaciais em território brasileiro e sobre o programa espacial brasileiro.

## Definições
Relação das definições estabelecidas pela LGAE:
- análise de conjunção de lançamento: processo de identificação e de análise de trajetórias e de planos de voo de artefatos espaciais
- aplicação espacial: bem ou serviço que depende da capacidade operativa de artefatos espaciais;
- artefato espacial:
  - veículo ou engenho, ou parte desses, que se destina ao acesso ao espaço exterior e à realização de operação nele ou à exploração de corpos celestes, de maneira que se enquadre, genericamente, como carga útil;
  - satélite, veículo espacial, veículo de exploração espacial e veículos lançadores, ou seus sistemas, subsistemas, equipamentos e componentes;
  - estação espacial orbital;
  - base de apoio para missões espaciais de maior duração ou mais distantes da superfície da Terra;
- atividade espacial dual: atividade para emprego civil e atividade de defesa;
- consciência situacional espacial: habilidade de percepção das características do ambiente espacial e do que nele ocorre, com auxílio de técnicas de rastreamento de artefatos espaciais e de corpos celestes, monitoramento de eventos climáticos espaciais e identificação de possíveis riscos às atividades espaciais;
- corpo celeste: objeto natural originário do espaço exterior, tal como asteroide, cometa, estrela, meteoro, meteorito, planeta e satélite natural;
- dado espacial: dado primário que se adquire com o uso de artefato espacial e que se transmite ao solo, por qualquer meio, a partir do espaço exterior, bem como produto resultante do processamento de dado primário que o torne utilizável;
- detrito espacial: artefato espacial, ou parte desse, que se encontra no espaço exterior sem desempenhar função útil;
- Estado de registro: Estado nacional em que é registrado determinado artefato espacial;
- Estado lançador: Estado nacional que lança ou promove o lançamento ao espaço exterior de um artefato espacial ou Estado de cujo território ou instalações um artefato espacial é lançado ao espaço exterior;
- infraestrutura espacial: equipamentos de solo, recursos logísticos, instalações, ferramentas e sistemas computacionais e artefatos espaciais necessários para a viabilização de aplicações espaciais, para a condução das atividades espaciais do País ou para a implementação e a viabilização de todo o ciclo de vida de sistemas espaciais;
- recurso espacial: recurso natural proveniente de corpo celeste;
- sistema espacial: combinação de elementos de infraestrutura espacial que, conjunta e integradamente, atende à entrega de determinada aplicação espacial;
- veículo lançador: veículo que se destina a transportar uma carga útil para o espaço exterior. [2]

## Jurisdição
Relação das Atividades reguladas pela LGAE:
- decolagem de veículos lançadores a partir do território nacional;
- recondução de veículos lançadores, ou partes desses, à superfície da Terra, com pouso no território nacional;
- transporte de material e de pessoal ao espaço exterior a partir do território nacional;
- desenvolvimento de artefatos espaciais no território nacional;
- desenvolvimento de artefatos espaciais no exterior com participação de entidade brasileira;
- desenvolvimento de artefatos espaciais por encomenda de entidade brasileira;
- turismo espacial;
- exploração de corpos celestes;
- exploração de recursos espaciais;
- lançamento, comando, controle, reentrada e recuperação de artefatos espaciais dos quais o Brasil figure como Estado lançador;
- operação de equipamentos e de sistemas que permitam operação, transcepção de dados, monitoramento e vigilância de artefatos espaciais;
- realização de serviços para estender a vida útil de satélites;
- remoção de detritos espaciais.[3]

### Competências
As atividades espaciais no Brasil passam a ser divididas em Atividades de Defesa e Atividade Civil, sendo as atividades de Defesa todas as atividades espaciais relacionadas a Defesa e Segurança Nacional, nos termos da Constituição Nacional e da Lei Complementar nº97 de 1999, e as atividades civis sendo todo o resto.

#### Atividade Espacial de Defesa
Cabe a Força Aérea Brasileira gerenciar e coordenar todas as atividades espaciais de defesa, sob a coordenação do COMAER, Comando da Aeronáutica.

#### Atividade Espacial Civil
Cabe a Agência Espacial Brasileira gerenciar, coordenar e fiscalizar todas as atividades espaciais civis incluindo as comerciais, podendo criar impostos e tributos sobre essa atividade.
A área de telecomunicações continua sob administração da ANATEL.

#### Operador Espacial
Entidade publica ou privada brasileira ou com representação oficial no Brasil que realiza alguma atividade espacial

#### Empresa Estatal
O Texto ainda deixa aberto a possibilidade para a criação de uma estatal para realizar a exploração comercial do espaço
Art. 11. A União poderá realizar, de forma direta ou indireta, dispensada a licitação, a exploração econômica da infraestrutura espacial e das atividades espaciais, incluídos os serviços inerentes à operação e à utilização de sistemas espaciais.
Essa estatal já está a algum tempo sendo planejada pela Força Aérea Brasileira, se chamará Empresa de Projetos Aeroespaciais do Brasil S.A. - ALADA.

## Licenciamento
Qualquer empresa ou entidade que quiser explorar as atividades espaciais no Brasil terá que seguir um novo processo de licenciamento. Cabendo a AEB criar as normas para licença civil, exceto para veículos lançadores, as licenças de defesa além das licenças de veículos lançadores de qual quer tipo ficarão a cargo da FAB.
Para conseguir qualquer tipo de licença, o Operador Espacial deve ter um seguro de danos obrigatório.

## Registro Espacial Brasileiro
RESBRA, ou Registro Espacial Brasileiro é um sistema de coleta, armazenamento e processamento de dados sobre atividades espaciais brasileiras, nesse sistema devem ter incluso os seguintes dados:
- operadores espaciais civis nacionais;
- atividades espaciais civis nacionais;
- artefatos espaciais nacionais;
- licenças e autorizações relacionadas às atividades espaciais civis;[1]

O acesso aos dados só será permitido mediante a uma autorização da FAB

## Prevenção de Acidentes Espaciais
Devido ao trauma sofrido pelo Brasil no Acidente de Alcântara, a LGAE estabelece a criação de um órgão de investigação e prevenção de acidentes espaciais, chamado SIPAE, aos moldes do que é o CENIPA para acidentes aéreos, sendo um órgão independente vinculado a Força Aérea da mesma forma que o CENIPA é.

## Demais Pontos da Lei
A lei geral de atividades espaciais toca também em outros pontos importantes

### Resgate de Lixo Espacial
Define a Agência Espacial Brasileira como órgão responsável pela retirada de lixo espacial de orbita, e como responsável para lidar com lixo espacial que caia em terra.
Art. 37. A AEB coordenará, com os órgãos e as instituições competentes, as ações requeridas para a realização de resgate de artefatos e de detritos espaciais no território nacional.

Parágrafo único. A AEB poderá realizar os acordos e as parcerias necessários para viabilizar as ações previstas no caput deste artigo. 

### Recursos Obtidos nas Atividades Espaciais
Define onde serão aplicados os recursos financeiros provenientes dos impostos, tributos além de lucros de estatais ou da exploração comercial espacial.
Art. 38. Os recursos que a União obtiver a partir da exploração das atividades espaciais e da aplicação das sanções administrativas previstas nesta Lei serão destinados a investimento nas áreas de:
I - pesquisa, desenvolvimento e inovação no setor espacial;
II - manutenção da infraestrutura espacial;
III - desenvolvimento e manutenção da consciência situacional espacial;
IV - fomento à indústria espacial nacional;
V - prevenção e investigação de acidentes em atividades espaciais;
VI - desenvolvimento socioambiental dos territórios adjacentes àqueles nos quais são desenvolvidas atividades espaciais.

Parágrafo único. Ato do Poder Executivo disporá sobre os percentuais que serão aplicados a cada uma das áreas previstas no caput deste artigo

### Responsabilidade em caso de acidente
Em caso de acidente a União junto do Operador Espacial pagarão pelos danos civilmente, exceto em caso de dolo.